# 메이리다오역
메이리다오역(중국어 정체자: 美麗島站, 한자음: 미려도참)은 가오슝 첩운 귤선와 가오슝 첩운 홍선의 환승역이다.
역명은 가오슝에서 있었던 중화민국의 민주화 운동이었던 메이리다오 사건에서 따온 것이다.

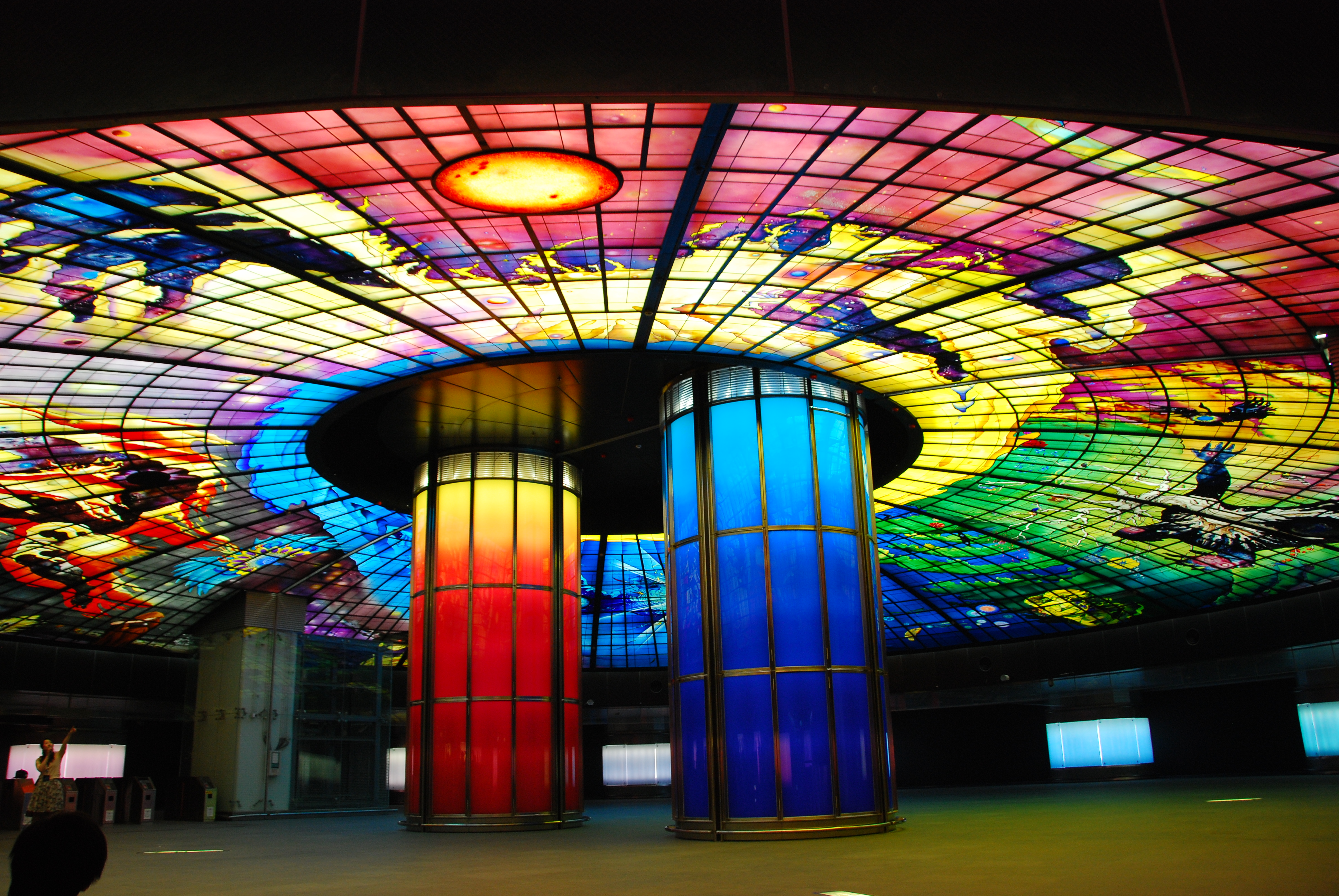
돔 라이트

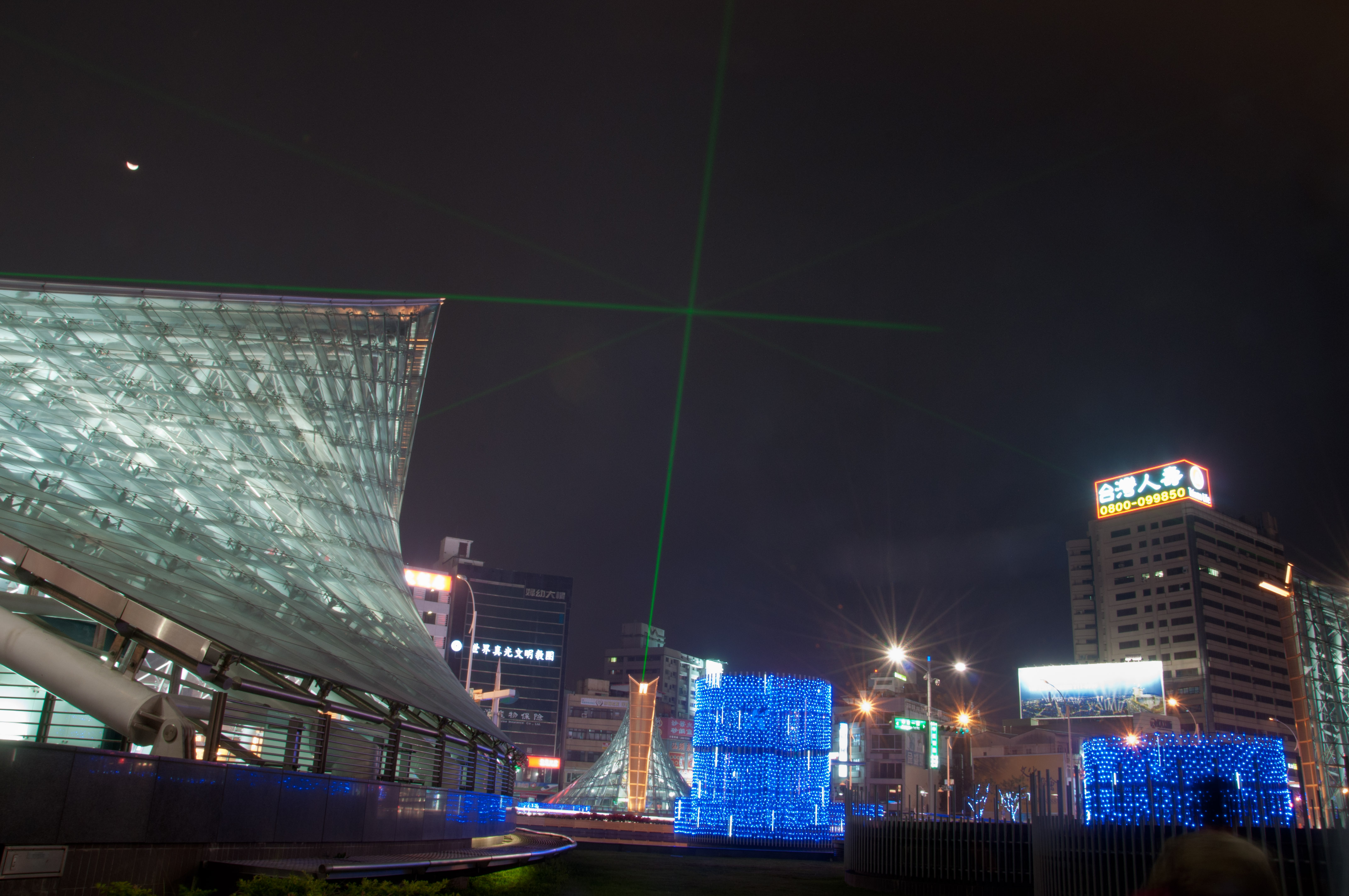
'기도'와 레이저 광

## 역 구조

### 승강장
| 지면                  | 출입구                                                                         | 출입구                                                  |
| 지하 1층              | 복도 층                                                                        | 홀, 돔 라이트                                           |
| 지하 1층              | 복도 층                                                                        | 문의、자동 발매기、티켓 게이트、WC（2,4,5,7 출구 옆에） |
| 지하 2층              |                                                                                |                                                         |
| 환승구                | 홍선, 귤션 환승구（와 귤션1호 플랫폼은 연결이다.） 홍선 플랫폼으로에스컬레이터 |                                                         |
|                       |                                                                                |                                                         |
| 플랫폼，오른쪽 열린다 |                                                                                |                                                         |
| 1호 플랫폼            | ←가오슝 첩운 귤선 하마센방면（첸진역）                                         |                                                         |
| 2호 플랫폼            | →가오슝 첩운 귤선 다랴오방면（신이 초등학교역） →                              |                                                         |
| 플랫폼，오른쪽 열린다 |                                                                                |                                                         |
| 환승구                | 홍선, 귤션 환승구（와 귤션2호 플랫폼은 연결이다.） 홍선 플랫폼으로에스컬레이터 |                                                         |
| 지하 3층              | 1호 플랫폼                                                                     | ←가오슝 첩운 홍선 샤오강방면（종양공원 역）             |
| 지하 3층              | 플랫폼，문의 왼쪽 열린다                                                       |                                                         |
| 지하 3층              | 2호 플랫폼                                                                     | →가오슝 첩운 홍선 남강산방면（가오슝역）→               |

## 역 출입구
큰 링과 홍선 플랫폼의 남단에 위치는 출입구1,2,3,4 ，귤선 플랫폼의 동쪽 끝에 위치는 출입구5,6,7,8，홍선 플랫폼의 북쪽 끝에 위치한 출입구9,10,11，접근성엘리베이터에 위치한 출입구1,3이다.
- 출입구1：중정로 케이크 길，화난은행
- 출입구2：다통 초등학교，디일은행，훼이인병원
- 출입구3：경찰곡，종화통신
- 출입구4：중정로 웨딩 지구
- 출입구5：가오슝 우체국
- 출입구6：난화 야시장
- 출입구7：중정로 웨딩 지구
- 출입구8：투디은행，종화통신
- 출입구9：대만생활
- 출입구10：가오슝이신
- 출입구11：리우허 야시장